# 西梅翁·阿克
西梅翁·阿克（法語：Siméon Aké，1932年1月4日—2003年1月8日），科特迪瓦政治人物，曾任外交部长。

## 生平
1954年至1958年，在达喀尔大学和法国格勒诺布尔大学学习，获法学学士学位。1959年至1961年，任科特迪瓦公共事务部长办公室主任。1961年至1963年，任驻联合国使团第一参赞。1963年至1964年，任外交部礼宾司司长。1964年至1966年，任驻英国大使，兼驻瑞典、丹麦和挪威。1966年至1977年，任常驻联合国代表。1977年7月起任外交部长。1970年起任科特迪瓦民主党执行委员会委员，1980年起任科特迪瓦民主党中央政治局委员。1983年3月奉总统费利克斯·乌弗埃-博瓦尼之命访问中华人民共和国，代表政府签署两国建交联合公报。